# LVR-Klinik Langenfeld

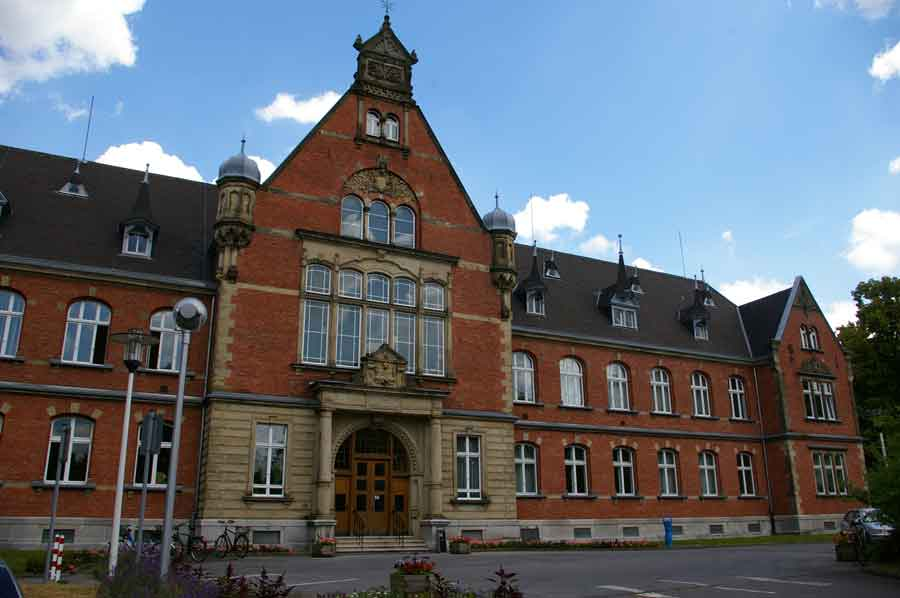
Hauptgebäude der LVR-Klinik in Langenfeld

Die LVR-Klinik Langenfeld (Rheinland) liegt in der zum Stadtteil Reusrath gehörenden Ortslage Galkhausen von Langenfeld (Rheinland). Sie ist eine Klinik für Psychiatrie und Psychotherapie, ferner beinhaltet sie eine Forensische Psychiatrie. Träger ist der Landschaftsverband Rheinland.

## Geschichte
In Galkhausen befindet sich eine der großen LVR-Kliniken in Nordrhein-Westfalen, in der psychische und neurologische Krankheiten behandelt werden. Eröffnet wurde die einstige „Provinzial-Heil- und Pflegeanstalt Galkhausen“ im Wesentlichen auf dem Gelände des einstigen Gutes Galkhausen der Grafen von Mirbach zu Harff. Die Größe des Geländes eröffnete erstmals in der Geschichte des Anstaltsbaus die Möglichkeit, die Gebäude locker im Gelände zu verteilen, was seinerzeit als nicht nur als fortschrittlich, sondern als revolutionär empfunden wurde. Die Bauarbeiten zur Klinik begannen im April 1897 und am 1. März 1900 zogen die ersten Patienten ein. Die volle programmmäßige Belegung mit 800 Betten wurde nach Abschluss der Bauarbeiten im Herbst 1904 mit Errichtung der letzten fünf Villen erreicht. Die nachfolgenden Bilder mögen einen Eindruck von der Bauweise der Klinik vermitteln, die durch eine Straße erschlossen wird, in deren Zentrum die Anstaltskirche liegt.

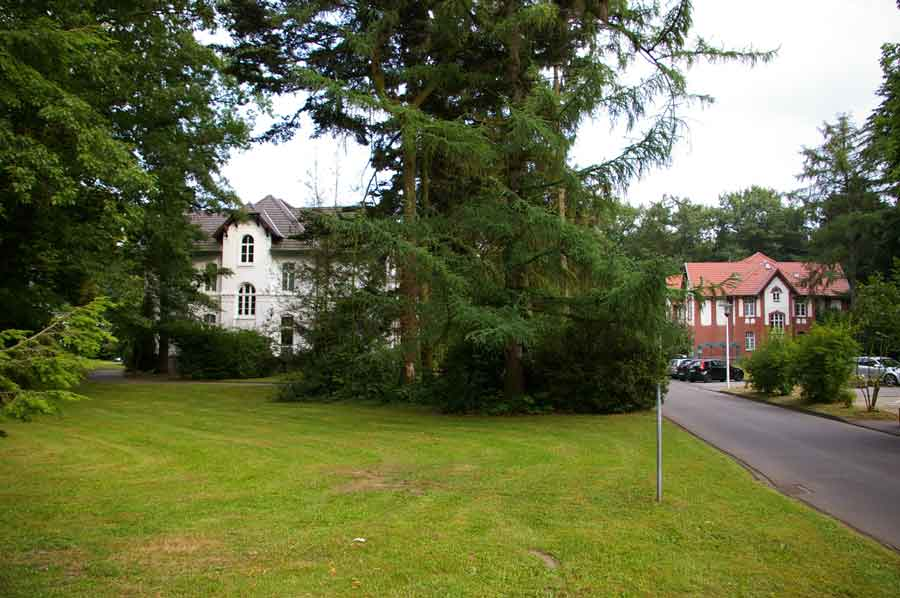
Klinikgebäude im Villenstil

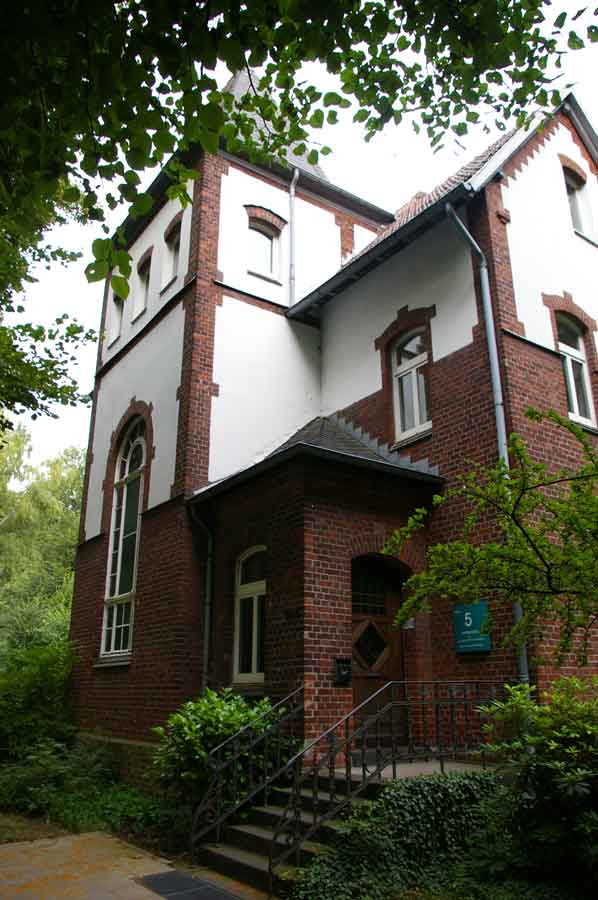
Institutsambulanz der Kliniken

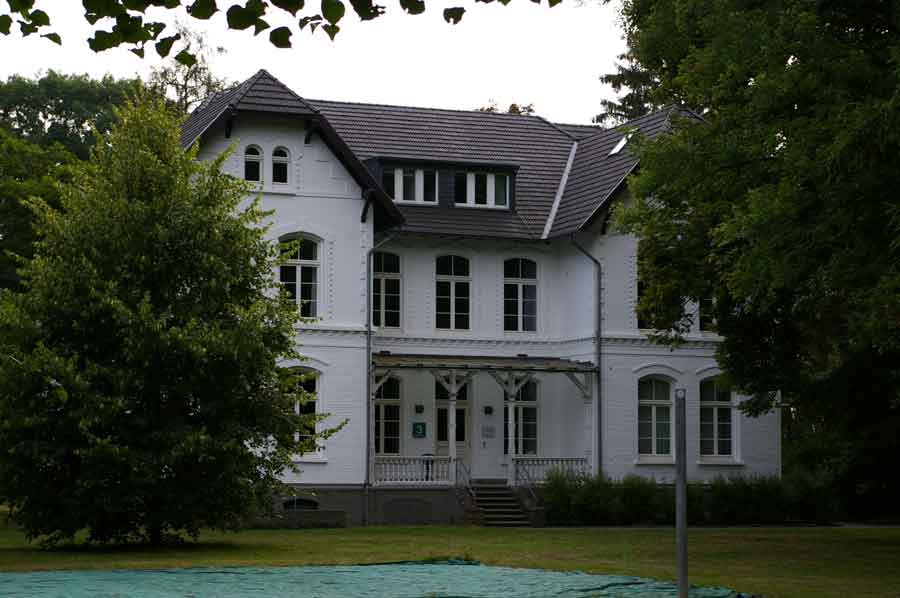
LVR-Klinik, Haus 3

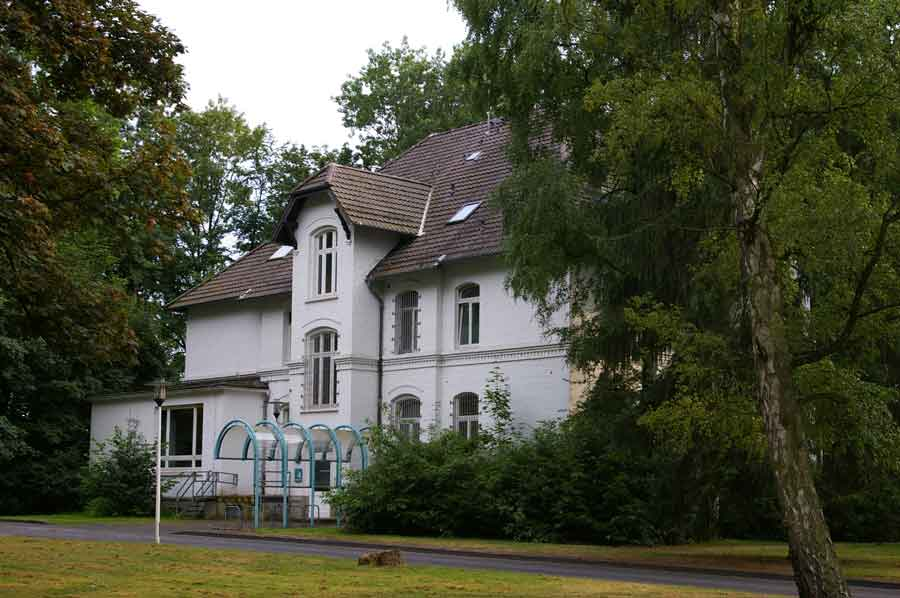
LVR-Klinik, Haus 4

Das Krankenhaus wurde zunächst für die Versorgung von psychisch kranken Menschen aus der Stadt Köln geplant, hat aber heute einen veränderten Einzugsbereich. Der hier verwirklichte neue Anstaltstyp war die so genannte „koloniale Heil- und Pflegeanstalt“ mit Verzicht auf majestätische, zentralisierte Großbauten sowie überflüssige Sicherungen und Zwangsmaßnahmen. Die Auflockerung der Anstaltsatmosphäre wurde durch Errichtung von Krankenpavillons im historischen Villenstil in dorfartiger Gruppierung erreicht. Der erste Direktor Herting, kam aus der als Vorbild dienenden Anstalt Altscherbitz. Er wechselte später in die Anstalt Grafenberg. Die als heilsam erachtete Tätigkeit in der Landwirtschaft konnte in dem zur Anstalt zählenden Gutshofs therapeutisch umgesetzt werden.
Aus der wechselvollen Geschichte ist die Einrichtung eines „Vereins-Lazaretts“ 1914 im Ersten Weltkrieg zu berichten, zusätzlich die Einrichtung eines Reservelazaretts im Jahre 1916. Am 1. Dezember 1918 belegten englische Besatzungstruppen die Gebäude und richteten 1923 ein Generalhospital ein, das bis zum Abzug der Truppen am 28. Dezember 1925 bestand. Parallel dazu gab es in den Häusern zeitweise Stationen für Lungenkranke und Blinde, von 1922 bis 1928 auch ein von Geistlichen geleitetes Hilfsschulheim. Im Jahre 1926 wurde die Anstalt wieder ihrer ursprünglichen Zweckbestimmung zugeführt. Im Jahre 1927 wohnten im Erziehungsheim Bernhardshof 320 Jugendliche, und die Zahl der Patienten betrug 480 Personen.

### Zeit des Nationalsozialismus
1933 stieg die Zahl der Patienten auf 983. Von diesen wurden im Jahre 1933 667 nach dem berüchtigten „Gesetz zur Verhütung erbkranken Nachwuchses“ als so genannte „Erbkranke“ eingestuft. 478 Personen wurden bis zum 1. März 1936 zwangssterilisiert. Für 1941 ist die Zahl von 233 Männern und 141 Frauen, getötet in der NS-Tötungsanstalt Hadamar, verbürgt. In den Jahren 1943 und 1944 galt Galkhausen auch als Zwischenanstalt für Patienten aus anderen Anstalten vor ihrer „Weiterverlegung nach Hadamar“, sodass die Zahl der aus Galkhausen stammenden oder von dort weiterverlegten und schließlich vergasten Patienten nur geschätzt werden kann.
Transporte gingen insbesondere in die Zwischenanstalten und Tötungsstätten
- Gauheilanstalt Tiegenhof bei Gnesen, Wartheland
- Heil- und Pflegeanstalt Obrawalde, Meseritz-Obrawalde, Provinz Posen
- Landesheilanstalt Altscherbitz, heute Sächsisches Krankenhaus Altscherbitz, bei Leipzig,
- Provinzial-Heil und Pflegeanstalt Plagwitz am Bober, bei Bunzlau, Niederschlesien,
- Heil- und Pflegeanstalt Großschweidnitz, heute Sächsisches Krankenhaus Großschweidnitz, bei Löbau,
- Heil- und Pflegeanstalt Wiesengrund in Dobřany bei Pilsen,
- Heil- und Pflegeanstalt Ansbach, heute Bezirksklinikum Ansbach, Mittelfranken, sowie nach
- Nervenheilanstalt Salzburg-Lehen, heute Christian-Doppler-Klinik, bei Salzburg, Österreich.

### Nachkriegszeit
Im Jahre 1946 lebten in der Anstalt wieder 842 Patienten, 1948 waren es schon 1167 psychisch kranke Personen.
Die Ärzte Felix Weissenfeld und Max Rhode wurden 1950 im Euthanasieprozess in Düsseldorf freigesprochen.
1973 wurde der Gutshof als landwirtschaftlicher Betrieb geschlossen und 1983 unter Hartmut Hohm (Lt. der Arbeits- und Beschäftigungstherapie) und Konrad Neuberger (Lt. der AT-Gutshof) als Arbeitstherapie-biologisch-dynamischer Gartenbau wieder eröffnet.

## Einrichtung
Heutzutage ist der einstige Anstaltstyp teilweise aufgehoben durch den Bau des Heilpädagogischen Heims im Jahre 1980, einer Einrichtung zur Versorgung von geistig behinderten Menschen, sowie durch die Einrichtung einer modernen forensischen Abteilung mit aktuell 211 Plätzen, den aktuellen Sicherheitsanforderungen entsprechend.
Angeboten werden neben allgemeinen psychiatrischen Behandlungen und der Forensischen Psychiatrie auch Ergotherapie, Gerontopsychiatrie (Alterspsychiatrie) und Neurologie, die Behandlung von Abhängigkeitserkrankungen, psychosomatischen Erkrankungen, dazu diverse ambulante Spezialangebote, z. B. stationäre Psychotherapie (Burnout), stationäre Depressionsbehandlung, psychiatrisches Angebot für geistig behinderte Erwachsene, Leben in Gastfamilien, interkulturelle Ambulanz.
Die Zahl der Beschäftigten beträgt 1.388 (Stand: Januar 2024).
Das Versorgungsgebiet umfasst Langenfeld, Monheim, Hilden, Haan, Mettmann, Erkrath, Burscheid, Leichlingen (Rheinland), Leverkusen, Solingen.
2010 wurde die LVR-Klinik Langenfeld zum zweiten Mal nach KTQ rezertifiziert.